# Жорж Орік
Жорж Орік (фр. Georges Auric, 15 лютого 1899, Лодев — 23 липня 1983, Париж) — французький композитор, музичний критик, учень А. Русселя, наймолодший учасник «Шістки».

## Біографія
Навчався в Монпельє, потім з 1913 року в Парижській консерваторії (клас з контапункту і фуги Ж. Коссада) і водночас з 1914 по 1916 в «Схола конторум» у В.д'Енді (клас композиції). Писати музику почав ще в 10 років, дебютував як композитор у 15 років (1914 р.), коли кілька його пісень виконали Пола де Лестан (сопрано) і Альфредо Казелла (фортепіано). Вже на початку своєї діяльності привернув увагу С.Дягілева та в результаті їх співпраці з'явилися багато цікавих балетів: «Матроси» (1925), «Пастораль»(1926) та інші. Писав музику до театральних постановок, мюзиклів і балетів. Є автором великої кількості комічних опер: «Під маскою», «Цариця серця», 14 балетів, багатьох оркестрових творів (увертюра, фокстрот, ноктюрн), камерно-інструментальних ансамблів, фортепіанних п'єс, пісень та романсів.
У 1924 р. видав збірку дитячих пісень «Алфавіт».
Брав участь в антифашиському руху. Створював масові пісні: «Заспіваймо, дівчата», «4 пісні стражденної Франції».
Популярним як композитор став завдяки своїй музиці до кінофільмів. Написав музику більш ніж до 70 фільмів. Часто його запрошували англійські компанії. Найцікавіша кінопартітура є до фільму «Цезар і Клеопатра»(1945), успіх мала й музика з «Глибокою ніччю» (1945). Також написав музику до фільму «Мулен Руж»(1952), в тому числі й вальс, який став, мабуть, одним із відоміших його творів. Музика Оріка звучить у фільмах Кокто («Орфей», «Красуня і чудовисько», «Двоглавий орел»), Макса Офюльса («Лола Монтес»), Жуля Дассена («Чоловічі розбірки»), Жана Деланнуа («Вічне повернення», «Принцеса Клевська»), Уайлера («Римські канікули»), «Таїнство Пікассо».
Помер у 1983 році.

## Творча спадщина

### Балети
- «Надокучливі» (1925);
- «Матроси» (1925);
- «Пастораль» (1926);
- «Уявні» (1934);
- «Чари Альчіни» (1929);
- «Суперництво» (1932);
- «Художник та його модель» (1949);

- «Федра» (1950);
- «Світлий шлях» (1952);
- та інші.

### Твори для фортепіано
- Прелюдії;
- Соната F-dur (1931);
- Експромти;
- 3 пасторалі.

### Твори для оркестру
- Увертюра (1938);
- Сюїта з балету «Федра» (1950);
- Симфонічна сюїта (1960).

### Музика до кінофільмів
- «Алібі» (1937)
- «Цезар і Клеопатра» (1945);
- «Глибокою ніччю» (1945);
- «Крик та плач» (1946);
- «Рюї Блаз» (1948)
- «Мулен Руж» (1952);
- та інші.

### Опери
- «Під маскою»;
- «Цариця серця»;
- та інші.